# El cap de família
El cap de família (títol original: Head of the Family) és una pel·lícula estatunidenca dirigida per Charles Band, estrenada el 1996 i doblada al català. És una pel·lícula de comèdia negra de sèrie B de 1996 produïda per Full Moon Features. Tracta d'una parella del Sud que fan xantatge a una família de mutants per aconseguir diners i venjança.

## Argument
Myron, un gegantí cap enganxat a una cadira de rodes, és el líder de la família Stackpool. A les seves ordres, treballant en terribles experiments humans, el forçut Otis, la sensual Ernestina i Wheeler.
Un autèntic clan de monstres al servei del mal.

## Repartiment
- Blake Bailey: Lance
- Jacqueline Lovell: Lorretta
- Bob Schott: Otis
- James Earl Jones: Wheeler
- Alexandria Quinn: Ernestina
- Gordon Jennison Noice: Howard
- J.W. Perra: Myron
- Vicki Skinner: Susie
- Robert J. Ferrelli: Weasel
- Bruce Adel: el controlador
- Gary Anello: Arthur Raskow
- Dyer Mchenry: el conductor del camió
- Rob Roeser: Justice
- Steve Novak: Cauchon
- Van Epperson: Cor